# Дубровинский район
Дубро́винский райо́н — упразднённый район в составе Тюменской области России.
Образован на основании постановлений ВЦИК от 3 и 12 ноября 1923 года в составе Тобольского округа Уральской области из Дубровной, Карагайской, Черёмуховской, части Бегишевской, части Вагайской волостей Тобольского уезда Тюменской губернии. Первоначально назывался иначе: Дубровный район.
В районе образовано 11 сельсоветов: Бегишевский, Берёзовский, Быковский, Второсалинский (Салинский 2-й), Дубровный, Карагайский, Касьяновский, Первосалинский (Салинский 1-й), Сосновский, Супринский, Черёмуховский.

## Административно-территориальное деление
Постановлением комиссии по районированию при окрисполкоме от 25 декабря 1924 года Быковский сельсовет переименован в Катангуйский, Касьяновский — в Мысаевский, Сосновский — в Фатеевский.
Постановлением ВЦИК от 25 мая 1925 года в Дубровинский район переданы Бакшеевский, Загваздинский и Казанский сельсоветы упразднённого Загваздинского района.
Постановлением Уралоблисполкома от 15 сентября 1926 года район переименован в Дубровинский. Образован Экстезерский сельсовет.
В 1928 году Катангуйский сельсовет разделён на Быковский и Ренчинский сельсоветы.
Постановлениями ВЦИК от:
7 января 1932 года район упразднён, его территория вошла в состав Вагайского сельского района.
25 января 1935 года образован вновь в составе Омской области из 16 сельсоветов, бывших в нём до упразднения.
10 декабря 1935 года вошел в состав вновь образованного Тобольского административного округа.
14 августа 1944 года — передан в состав образованной Тюменской области.
25 октября 1951 г. Бакшеевский, Загваздинский и Казанский сельсоветы переданы в Усть-Ишимский район Омской области. 17 июня 1954 г. упразднён Ренчинский сельсовет. 29 сентября 1958 г. упразднён Черемуховский сельсовет. 12 сентября 1959 г. Второсалинский сельсовет переименован в Аксурский, Мысаевский в Касьяновский. 24 марта 1960 г. упразднён Быковский сельсовет. 26 ноября 1962 г. Первосалинский сельсовет переименован в Курьинский.
Упразднён 1 февраля 1963 г. Территория вошла в состав Вагайского района.